# شیوا مولوی‌نیا
شیوا مولوی نیا، بانوی قایقران ایرانی و متولد شهر اصفهان است که دارنده عناوین ۵ قهرمانی و مدال‌های رنگین آسیایی در رشته قایقرانی است.
مولوی نیا سابقه حضور در ۱۲ دوره مسابقات قهرمانی جهان و قهرمانی آسیا از سال ۲۰۰۲ تا کنون در کارنامه دارد و تا به این لحظه یکی از پر افتخارترین قایقرانان ایران شناخته می‌شود.

## تحصیلات
کارشناس علوم ورزش، کارشناس ارشد روان‌شناسی ورزش و دکتری تخصصی رفتار حرکتی.
دانشگاه اصفهان، دانشگاه آزاد اسلامی اصفهان(خوراسگان).

## سوابق
- مقام سوم در نهمین دوره مسابقات آسیایی از تاریخ ۱۷ تا 20 may ۲۰۰۲ در ایران / تهران
- مقام اول در یازدهمین دوره مسابقات آسیایی از ۱۷ تا 20 Dec2005 در Putrajaya / Malaysia
- مقام اول در دوازدهمین دوره مسابقات آسیایی از ۱۳ تا 16 sep2007 در Hualien / Taiwan
- مقام اول در سیزدهمین دوره مسابقات آسیایی درتاریخ ۲۰۰۹ کره جنوبی.
- مقام اول در چهاردهمین دوره مسابقات آسیایی از 29 Sep تا 2 Oct در ۲۰۱۱ ایران / تهران
- مقام دومی درشانزدهمین دوره مسابقات آسیایی تاریخ۲۰۱۵ در هنک کنگ
- کسب مقام اول در مسابقات قهرمانی کشوری در سال ۱۳۸۳
- کسب مقام اول در مسابقات کاپ قهرمانی کانوپولو در سال ۱۳۸۴
- کسب مقام اول در مسابقات قهرمانی کشور کانوپولو در سال ۱۳۸۵
- کسب مقام اول در مسابقات قهرمانی کشور کانوپولو در سال ۱۳۸۶
- کسب مقام اول در مسابقات قهرمانی کشور کانوپولو در سال ۱۳۸۷
- کسب مقام اول در مسابقات قهرمانی کشور کانوپولو در سال ۱۳۹۰
- کسب مقام سوم در مسابقات قهرمانی کشور کانوپولو در سال ۱۳۹۳
- کسب مقام اول در مسابقات لیگ برتر کانوپولو در سال ۱۳۸۶
- کسب مقام اول در مسابقات لیگ برتر کانوپولو در سال ۱۳۸۷
- کسب مقام دوم در مسابقات لیگ برتر کانوپولو در سال ۱۳۸۸
- کسب مقام اول در مسابقات لیگ برتر کانوپولو در سال ۱۳۸۹
- کسب مقام دوم در مسابقات لیگ برتر کانوپولو در سال ۱۳۹۱
- کسب مقام سوم در مسابقات لیگ برتر کانوپولو در سال ۱۴۰۱.[۱]
- کسب مقام سوم قهرمانی آسیا در مسابقات سنگاپور در سال ۱۴۰۲
- مربی تیم ملی در مسابقات کانوپولو قهرمانی آسیا در مسابقات سنگاپور در سال ۱۴۰۲